# وسام حمام
وسام حمام (انگلیسی: Wissem Hmam؛ زادهٔ ۲۱ آوریل ۱۹۸۱) بازیکن هندبال اهل تونس است.